# Диполд I фон Фобург
Диполд I фон Фобург (на немски: Diepold I von Vohburg; † сл. 18 май 1060) от фамилията Рапотони, е граф в Аугстгау и Горен Траунгау, маркграф на Хам-Фобург и Келтенщайн (1059). Прародител е на графовете фон Пасау, Раабс, бургграфовете на Нюрнберг, господарите и графовете фон Дегендорф и Пернег.

## Произход и управление
Той е син на Рапото II († сл. 984), граф в Горен Траунгау, и съпругата му фон Дилинген, дъщеря на граф Ривин I фон Дилинген († сл. 973) и Хилдегард († сл. 973). Майка му е сестра на Варман фон Констанц († 1034), епископ на Констанц, и Еберхард I фон Констанц († 1046), епископ на Констанц, и племенница на епископ Свети Улрих Аугсбургски († 973). Брат му Рапото III († 18 юни 1050), (вер. незаконен) е граф на Дисен.
Дядо е на Херман фон Фобург, епископ на Регенсбург (1096 – 1133, син на син му Рапото IV фон Хам.
През 1059 г. Диполд I е граф в Аугстгау и Келтенщайн. Той се въздига против императора, който дава тези гау-графства на епископство Аугсбург. Борбата на синът му Рапото завършва неуспешно. Чрез загубата на швабските собствености фамилията наследява Нордгау.
През 1060 г. Диполд I придружава беглеца унгарския кралски син и вероятно умира тази година.

## Фамилия
Диполд I фон Фобург се жени за фон Швайнфурт, дъщеря на маркграф Хайнрих фон Швайнфурт-Нордгау († 1017) и Герберга фон Глайберг-Кицинггау († сл. 1036). Те имат пет деца:
- Матилда фон Фобург († 30 септември сл. 1092), омъжена за граф Фридрих I фон Понгау († 17 юли 1071), син на граф Зигхард VII († 1044) и Пилихилд фон Андекс († 1075)
- Хайнрих I фон Берг-Шелклинген
- Улрих фон Козхам
- Рапото IV фон Хам († 15 октомври 1080, убит в битката при Хоенмьолзен), граф на Пасау и Хам (1059 – 1080) и горен Траунгау, женен I. пр. 1065 г. за Матилда фон Велс-Ламбах († пр. 1075), II. за Матилда от Химгау († пр. 1075)
- Диполд II фон Фобург († 7 август 1078, убит в битката при Мелрихщат), маркграф в Нордгау и на Гинген, женен за Луитгард фон Церинген († 9 август 1119)